# Selectina

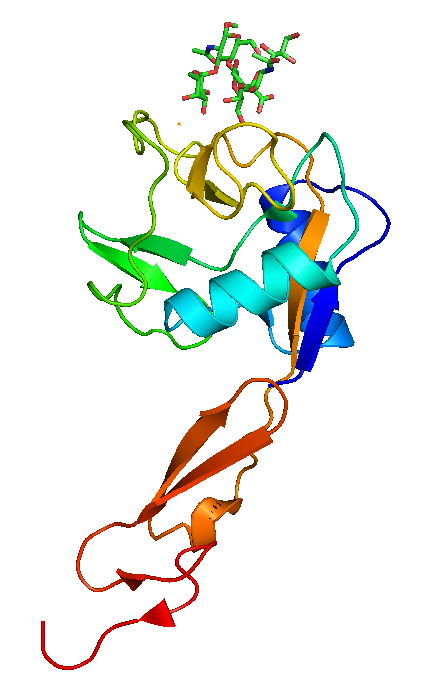
Estrutura da selectina

Selectina é uma proteína responsável pela adesão de leucócitos ao endotélio vascular na cascata precoce de eventos que levam ao processo de inflamação. As selectinas são necessárias para a migração de leucócitos, sendo o passo inicial da sequência de eventos que resultará no extravasamento dos neutrófilos nos sítios de injuria. A interação de selectinas com seus ligantes resulta num declínio dramático da velocidade dos neutrófilos, o que permite que as proteínas conhecidas como integrinas promovam ligamentos firmes dos neutrófilos com o endotélio.

## Histórico
Durante a década de 1960,foi descoberto que os linfócitos que eram removidos de linfonodos periféricos, marcados radioativante e injetados de volta ao corpo retornavam aos locais dos quais eles foram originalmente derivados - um fenômeno chamado "autodirecionamento ao lar dos linfócitos". Foi posteriormente constatado que o autodirecionamento poderia ser estudado in vitro por permitir que os linfócitos se aderissem a cortes por congelamento de tecidos e órgãos linfoides. Sob essas condições experimentais, os linfócitos iriam seletivamente aderir-se ao revestimento endotelial das vênulas dos linfonodos periféricos, a ligação dos linfócitos a vênulas e poderia ser bloqueada por anticorpos que se ligam a uma glicoproteína especifica na superfície do linfócito. Essa glicoproteína do linfócito foi denominada LEU-CAM1 e mais tarde L-selectina.

## Estrutura
São moléculas alongadas, quase sempre localizadas no topo das microvilosidades, o que facilita a sensibilidade para as ligações. As selectinas apresentam domínio N-terminal semelhante à lectina, o qual está relacionado com a necessidade de cálcio para a ligação do linfócito com o endotélio de um linfonodo periférico, demonstrando que o contra receptor é semelhante a um carboidrato. Todas as selectinas precisam de um resíduo carregado negativamente, isto é, o acídoN-acetil-Neuroamínico(NeuAc_13).